# Ларин, Борис Абрамович
Борис Абрамович Ларин (псевдоним, настоящая фамилия Эпштейн; 1932—1984) — русский советский детский писатель, сценарист. Автор сценариев популярных фильмов и мультфильмов, в том числе дилогии «Малыш и Карлсон» и «Карлсон вернулся».

## Повести для детей
- «Мишка, Серёга и я» (совместно с Ниссоном Зелеранским). Издательство: Советский писатель, 1961 г. – 286 с. // Издательство: Советская Россия, 1977 г. – 256 с.[2]
- «Четыре характеристики Славки Карасёва». Издательство: Молодая гвардия, 1965 г. – 112 с.[3]

## Сценарии фильмов
- 1961 «Мишка, Серёга и я»
- 1974 «Ещё можно успеть» (по мотивам повести «Четыре характеристики Славки Карасёва»)[4]
- 1975 Киножурнал «Фитиль»

## Сценарии мультфильмов
- 1966 «Окно»
- 1968 «Малыш и Карлсон»
- 1970 «Карлсон вернулся»
- 1970 «Калейдоскоп-70»
- 1970 «Сказка сказывается»
- 1972 «Песня о юном барабанщике»
- 1973 «Щелкунчик»
- 1974 «Похождения Чичикова. Манилов»
- 1974 «Похождения Чичикова. Ноздрев»
- 1977 «Вперёд, время!»
- 1977 «Тебе, атакующий класс!»
- 1979 «Собачья радость» (киножурнал «Фитиль» № 202)
- 1981 «Не заглушить, не вытоптать года…»
- 1981 «Палле один на свете»
- 1981 «Шиворот-навыворот»
- 1982 «Ветер про запас»
- 1982 «Чертенок № 13»
- 1983 «Гори, гори ясно»
- 1984 «А в этой сказке было так…»
- 1984 «Кто сильней?..»